# Axel August Swärd
Axel August Swärd, Svärd, född 27 mars 1854 på soldattorpet Svinnerstamon i Snavlunda socken, död 20 juli 1891 i Templeton, var en svensk-amerikansk präst och poet.
Han var son till den indelte soldaten Nils Petter Svärd och Stina Kajsa Kihlstedt samt från 1887 gift med pigan Emilia Matilda Eriksson från Viby socken. 
Efter den tidens skolgång arbetade han som bonddräng tills han fyllde 27 år. Med 30 kronor sparade inledde han vidare studier vid Ahlbergs missionsskola i Örebro men bestämde sig efter två år att utvandra till Amerika 1883. Han fortsatte därefter sina studier vid Augustana College i Rock Island, Illinois, där han avlade Master of Arts-examen. Han prästvigdes 1887 och anställdes som pastor vid augustanaförsamlingen i Marshfield Oregon. Med en fast inkomst skrev han ett brev till sin tidigare arbetskamrat och käresta och bad henne komma till Amerika för att gifta sig med honom. Han tillträdde tjänsten som präst i Templeton 1890 och flyttade dit med sin familj men drabbades kort efter att han tillträtt av lungsot som medförde att han blev sängliggande stora delar av sitt återstående liv. Redan under sin tid i Sverige började han arbeta med ett nytt konstruerat världsspråk av samma typ som volapyk men mer lättfattligt och praktiskt. Efter att han träffat affärsmannen Schieffelin från New York fick han även ekonomiskt stöd för att utveckla sitt språk. När han avled omfattade arbetet flera volymer som testamenterades till Schieffelin. Som skribent medverkade han i flera svensk-amerikanska tidskrifter med poetiska alster under signaturen -r-. Han utgav diktsamlingarna Vilda blommor från prärien 1884 och Från Vestanskog 1889, postumt utgavs delar av hans korrespondens med Ernst Skarstedt i Enskilda skrifter" 1895.